# Sóc cọ nâu sẫm
Sóc cọ nâu sẫm, tên khoa học Funambulus sublineatus, là một loài động vật có vú trong họ Sóc, bộ Gặm nhấm. Loài này được Waterhouse mô tả năm 1838. Chúng được tìm thấy ở Ấn Độ và Sri Lanka.
Loài sóc này sinh sống ở trong các khu rừng nhiệt đới ở phía nam Tây Ghats, bao gồm cả Nilgiris, ở bán đảo Ấn Độ. Trước đây loài này đã được coi là một phân loài của Funambulus obscurus từ Sri Lanka.

## Hình ảnh

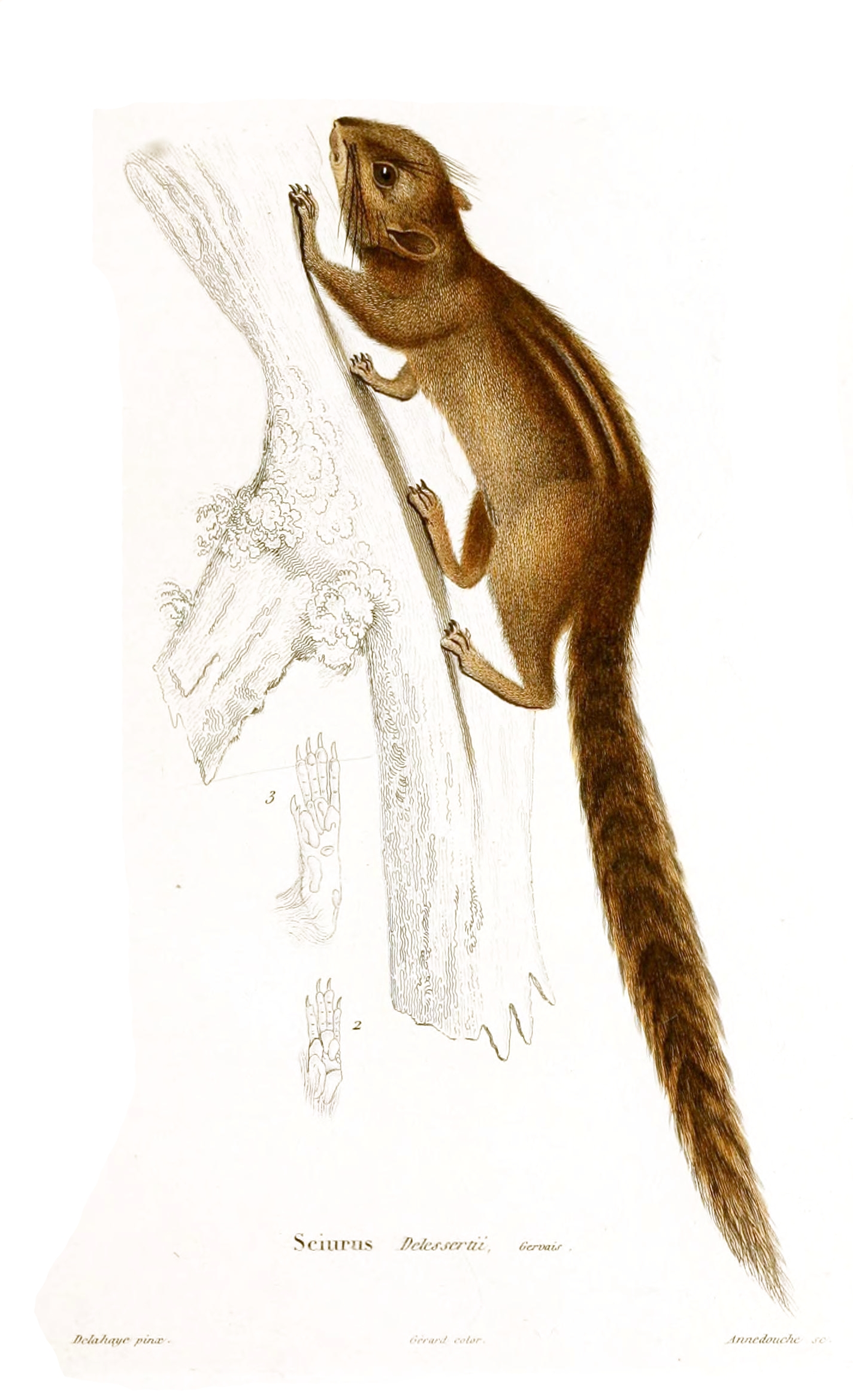
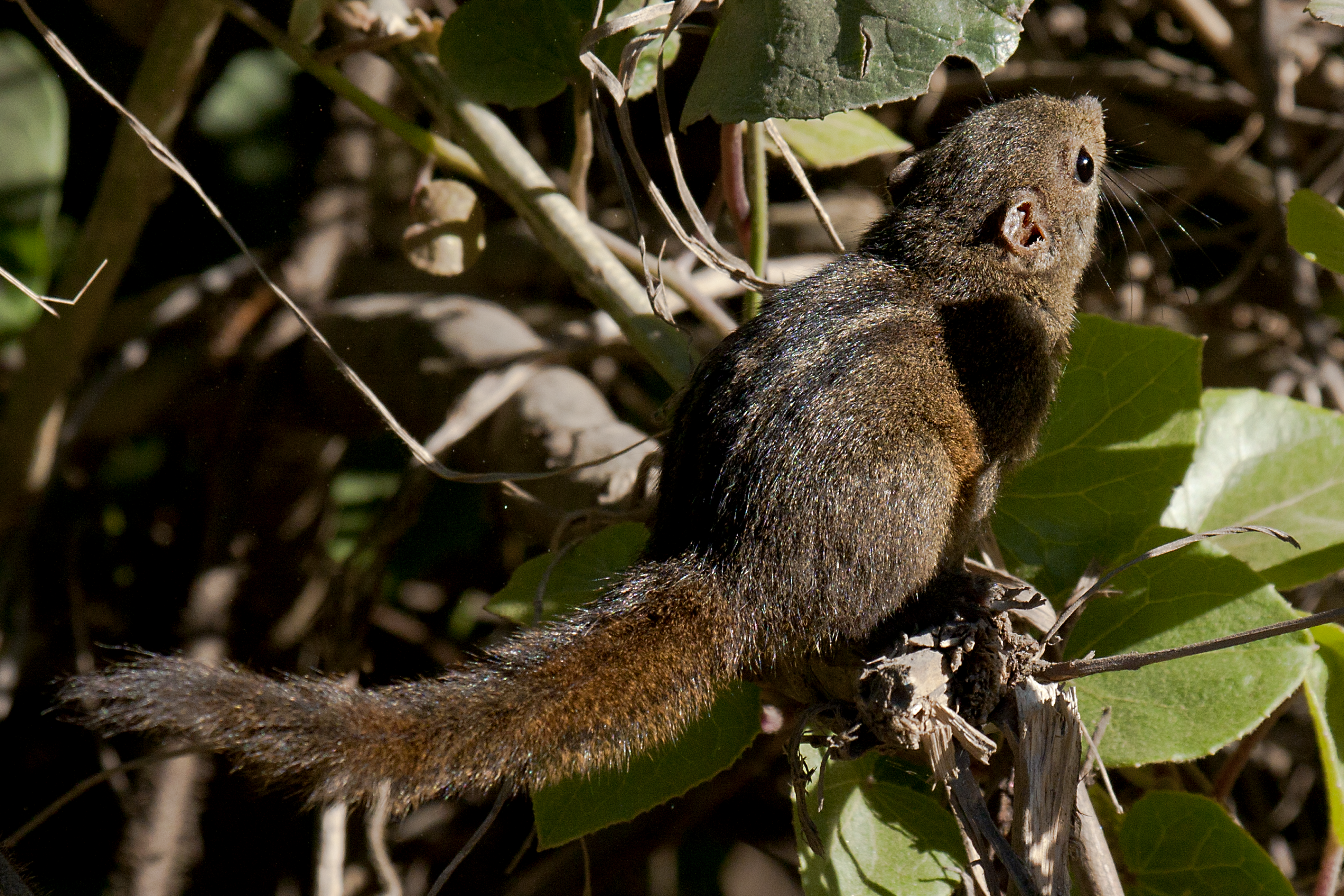
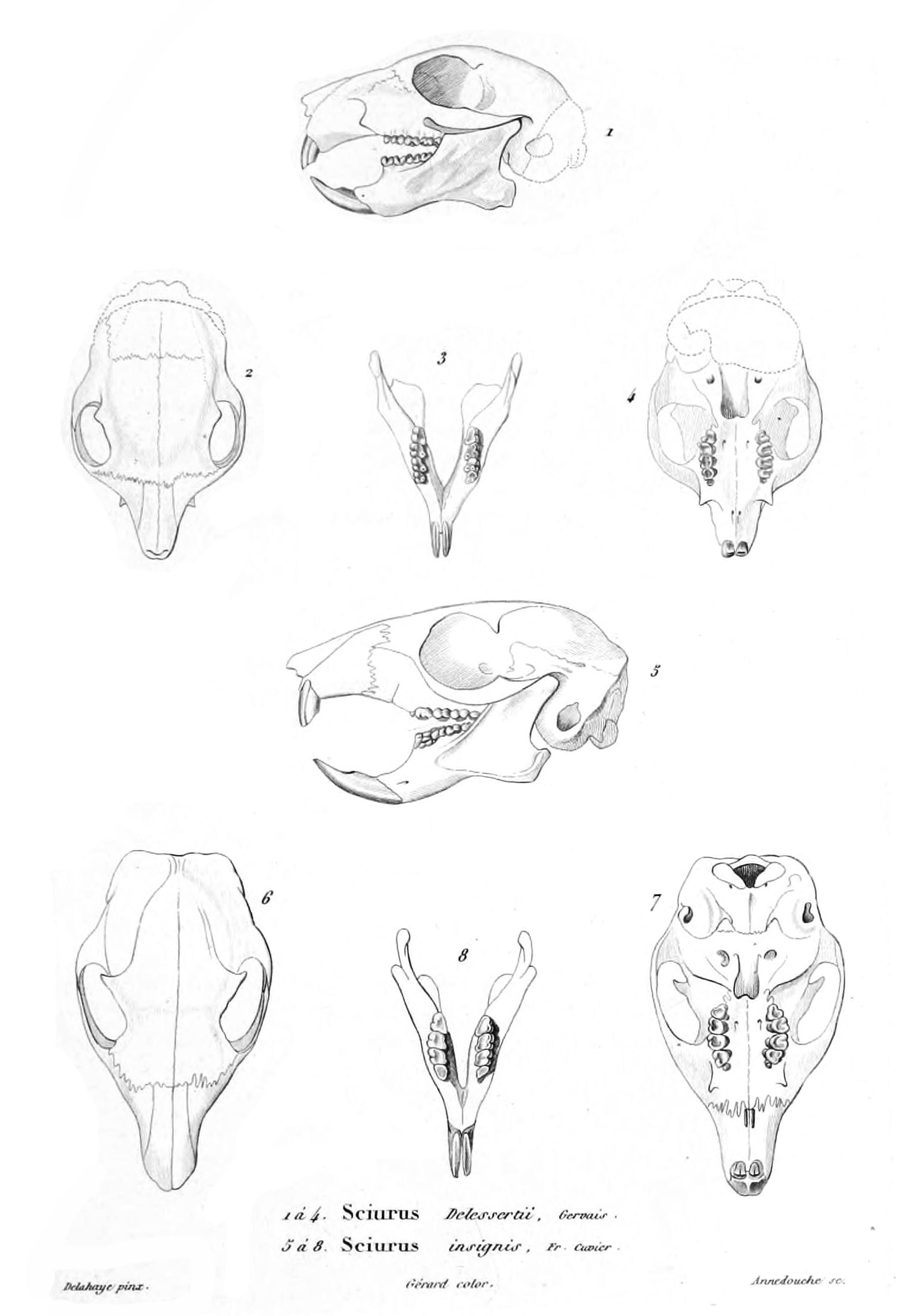

## Phân loài
Loài này có 2 phân loài sau:
- F. s. sublineatus
- F. s. obscurus